# ヴェーリオ
ヴェーリオ（伊: Veglio）は、イタリア共和国ピエモンテ州ビエッラ県にある、人口約500人の基礎自治体（コムーネ）。

## 地理

### 位置・広がり
| 隣接するコムーネは以下の通り。 - ビオーリオ - カマンドーナ - カンピーリア・チェルヴォ - ペッティネンゴ - ピアット - サリアーノ・ミッカ - タヴィリアーノ - ヴァルデォラーナ (モッソ、ヴァッレ・モッソ) |